# Martin Petkov
Martin Detelinov Petkov (in bulgaro Мартин Детелинов Петков?; Sofia, 15 agosto 2002) è un calciatore bulgaro, attaccante della Lokomotiv Plovdiv.

## Carriera

### Club

#### Levski Sofia
Petkov è cresciuto nel settore giovanile del Levski Sofia, nel 2019 è stato aggregato con la prima squadra. Ha debuttato in prima squadra il 15 luglio 2019 contro il Dunav Ruse. Segna il suo primo goal con la maglia del Levski Sofia in un match di Coppa di Bulgaria contro lo Spartak Varna. Nella stagione 2020-2021 diventa sempre di più presente in prima squadra, realizzando il suo primo goal in Părva Liga il 14 giugno 2020 contro l'Arda Kărdžali.

### Nazionale
Ha rappresentato le varie selezioni giovanili della Bulgaria, nella stagione 2020-2021 ottiene la sua prima convocazione con la nazionale bulgara Under-21.